# Неопротерозой
Неопротерозой (англ. Neoproterozoic Era) — геологічна ера, заключна ера протерозою. Почалася 1 мільярд, а закінчилася 541,0 ± 1,0 мільйонів років тому.
У неопротерозої відбувся розпад суперконтиненту Родинія принаймні на 8 частин. Через це перестав існувати давній суперокеан Мировія. За кріогенію сталося найсильніше зледеніння, яке тільки знала Земля (Земля-сніжка).
У пізньому протерозої (едіакарій) існувала своєрідна едіакарська біота. Більшість тодішніх істот були м'якотілими, але у деяких[уточнити] вже утворюється щось схоже на скелет чи тверду оболонку. Більшість фауни неопротерозою не можуть вважатися предками сучасних тварин; встановити їхнє місце на еволюційному дереві дуже проблематично.
Сам неопротерозой поділяється на 3 періоди:
- Тоній
- Кріогеній
- Едіакарій